# Можиці (Радзейовський повіт)
Можиці (пол. Morzyce) — село в Польщі, у гміні Битонь Радзейовського повіту Куявсько-Поморського воєводства.
Населення — 256 осіб (2011).
У 1975-1998 роках село належало до Влоцлавського воєводства.

## Демографія
Демографічна структура станом на 31 березня 2011 року:
|          | Загалом | Допрацездатний вік | Працездатний вік | Постпрацездатний вік |
| -------- | ------- | ------------------ | ---------------- | -------------------- |
| Чоловіки | 135     | 22                 | 96               | 17                   |
| Жінки    | 121     | 17                 | 72               | 32                   |
| Разом    | 256     | 39                 | 168              | 49                   |